# Angelo Bison
 (avril 2024).
Si vous disposez d'ouvrages ou d'articles de référence ou si vous connaissez des sites web de qualité traitant du thème abordé ici, merci de compléter l'article en donnant les références utiles à sa vérifiabilité et en les liant à la section « Notes et références ».
Angelo Bison est un acteur et metteur en scène belge d’origine italienne, né le 14 mai 1957 à Morlanwelz.

## Biographie
En 1981 :
- 1er Prix d'art dramatique au Conservatoire royal de Musique de Bruxelles, classe de Claude Étienne
- 1er Prix de déclamation au Conservatoire Royal de Musique de Bruxelles, classe de Suzanne Philippe.
Père de deux jeunes enfants.
En 2014, Angelo Bison enregistre Katytza Bogart, un texte de Laurent Georjin, pour La Première RTBF. Cette fiction radiophonique à laquelle participe également Françoise Gillard, sociétaire de la Comédie Française, Frédéric Dussenne, Philippe Drecq et Jean Fürst est diffusée dans l'émission de Pascale Tison, Par Ouï-dire, en septembre et octobre 2014 et avril 2015.
Un autre projet en décembre 2017 lui permet à nouveau de collaborer avec Laurent Georjin et il enregistre, toujours pour La Première RTBF, Dans l'absence de Kathy . Cette fiction radiophonique est diffusée dans Par Ouï-dire en avril et juillet 2018. Jo Deseure et Jules Churin sont aussi dans la distribution.

## Filmographie

### Cinéma

#### Longs métrages
- 1993 : Abracadabra de Harry Cleven : le prisonnier
- 1996 : Camping Cosmos de Jan Bucquoy : M. Crapaud, le marchand de frites
- 1998 : Max et Bobo de Frédéric Fonteyne : le patron du café
- 2003 : En territoire indien de Lionel Epp
- 2003 : Résistance de Todd Komarnicki : Artaud Benoit
- 2015 : Je suis un soldat de Laurent Larivière : Roberto
- 2018 : Atlas de Niccolo Castelli

#### Courts métrages
- 1994 : Scherzi d'angelo de Herman Van Eyken
- 1997 : La Conquête du Pôle Sud de Patric Jean et Manfred Karge
- 1999 : La nuit, tous les chats sont gris de Micha Wald
- 2019 : #ANITA de Félicien Bogaerts, Ilyas Sfar et Arnaud Huck

### Télévision

#### Séries télévisées
- 1995 : Renseignements généraux (épisode Mortelle Amitié) i
- 2016 : Ennemi public (saison 1) : Guy Béranger (10 épisodes)
- 2017 : Souviens-toi de Pierre Aknine
- 2019 : Ennemi public (saison 2) : Guy Béranger (10 épisodes)
- 2023 : Ennemi public (saison 3) : Guy Béranger (6 épisodes)

## Voix off
Film
- 2011 : Kiss and Cry de Jaco Van Dormael et Michèle Anne De Mey : le narrateur (en version italienne)

## Théâtre
- 2011 : Alessandro et Maria, mise en scène de Pietro Pizzuti
- 2012 : La Maison de Ramallah d'Antonio Tarantino, mise en scène de Pietro Pizzuti
- 2012 : Pecora Nera d'Ascanio Celestini, mise en scène de Pietro Pizzuti
- 2013 : Femme non rééducable de Stefano Massini, mise en scène de Michel Bernard
- 2014 : Vampires de Thierry Debroux, mise en scène de Monique Lenoble
- 2015 : Lehman Trilogy de Stefano Massini, mise en scène de Lorent Wanson
- 2016 : L'Île au trésor de Thierry Janssen, mise en scène de Thierry Debroux
- 2017 : L'avenir dure longtemps de Louis Althusser, mise en scène de Michel Bernard. Notamment jouée au Festival d’Avignon (été 2017).
- 2020 : Da Solo de Nicole Malinconi, adaptation de Angelo Bison, mise en scène de Lorent Wanson. Seul en scène

## Distinctions
- 2016 : Prix de la critique « seul en scène » pour L'avenir dure longtemps